# 寺井えりか
寺井 えりか（てらい えりか、1992年6月1日 - ）は、北海道紋別市出身の元女子競輪選手。現役時代は日本競輪選手会北海道支部所属、ホームバンクは函館競輪場であった。日本競輪学校（当時。以下、競輪学校）第114期生。師匠は藪下昌也（52期）。

## 経歴
東海大学出身。3歳からスキーを始め大学までアルペンスキー選手として活動し、第88回全日本学生スキー選手権大会スーパー大回転3位という実績を残した。大学卒業後、函館競輪場が立ち上げたガールズケイリン選手を育成するホワイトガールズプロジェクトに参加し、競輪選手を目指すこととなった。
2017年1月12日、競輪学校第114回技能試験に合格。在校競走成績は3位（20勝）。卒業記念レースは7着。
2018年7月3日、函館競輪場でデビューし3着。初勝利は同年8月4日の富山競輪場で挙げた。
2021年10月14日、選手登録消除。通算戦績は232戦9勝。